# Ladja
Ladja – wieś w Słowenii, w gminie Medvode. W 2018 roku liczyła 175 mieszkańców.